# Jules Charles-Roux
Pour les autres membres de la famille, voir Charles-Roux.
Jules Charles Théodore Roux, dit Jules Charles-Roux, né à Marseille le 14 novembre 1841 et mort à Paris le 6 mars 1918  est un industriel, armateur et homme politique français.

## Biographie

### Jeunesse
Jules Charles-Roux est issu d’une famille installée à Marseille depuis le XVIIIe siècle: venue de Digne  
Le premier d’entre eux était un négociant en fruits. Son fils, Jean Charles Roux (ca 1776-1863) "marchand-saleur de viande" (aujourd'hui "marchand de salaisons"), meurt prématurément.   
Son fils Jean-Baptiste Charles Roux (1806-1870) s’oriente vers la fabrication de savon, industrie alors en pleine expansion dans la cité phocéenne grâce aux ressources locales en soude. Le 27 octobre 1832, il épouse à Marseille Marie Anne Arnavon (1814-1844), fille de son voisin de la rue Sainte, Louis Honoré Arnavon (1786-1841) (Savonnerie Arnavon), qui fabrique de l'huile et détient le procédé de fabrication du savon de Marseille. Le couple n'aura qu'un seul enfant.  
Jules Charles-Roux passe son enfance entre au Nord de Marseille, la fabrique de savons de son père, le "château de Sausset-les-Pins", une villa de maître surplombant la rade, que son père a fait construire et où séjournent de nombreux peintres et écrivains; et au Sud de la ville, la campagne de Montredon.  
Jules Charles-Roux est scolarisé au Lycée Thiers fait ensuite ses études à la Faculté des Sciences de Marseille, qu’il complète par les cours du chimiste Chevreul à Paris afin de pouvoir reprendre l'entreprise de son père avec le plus de compétences possibles. 

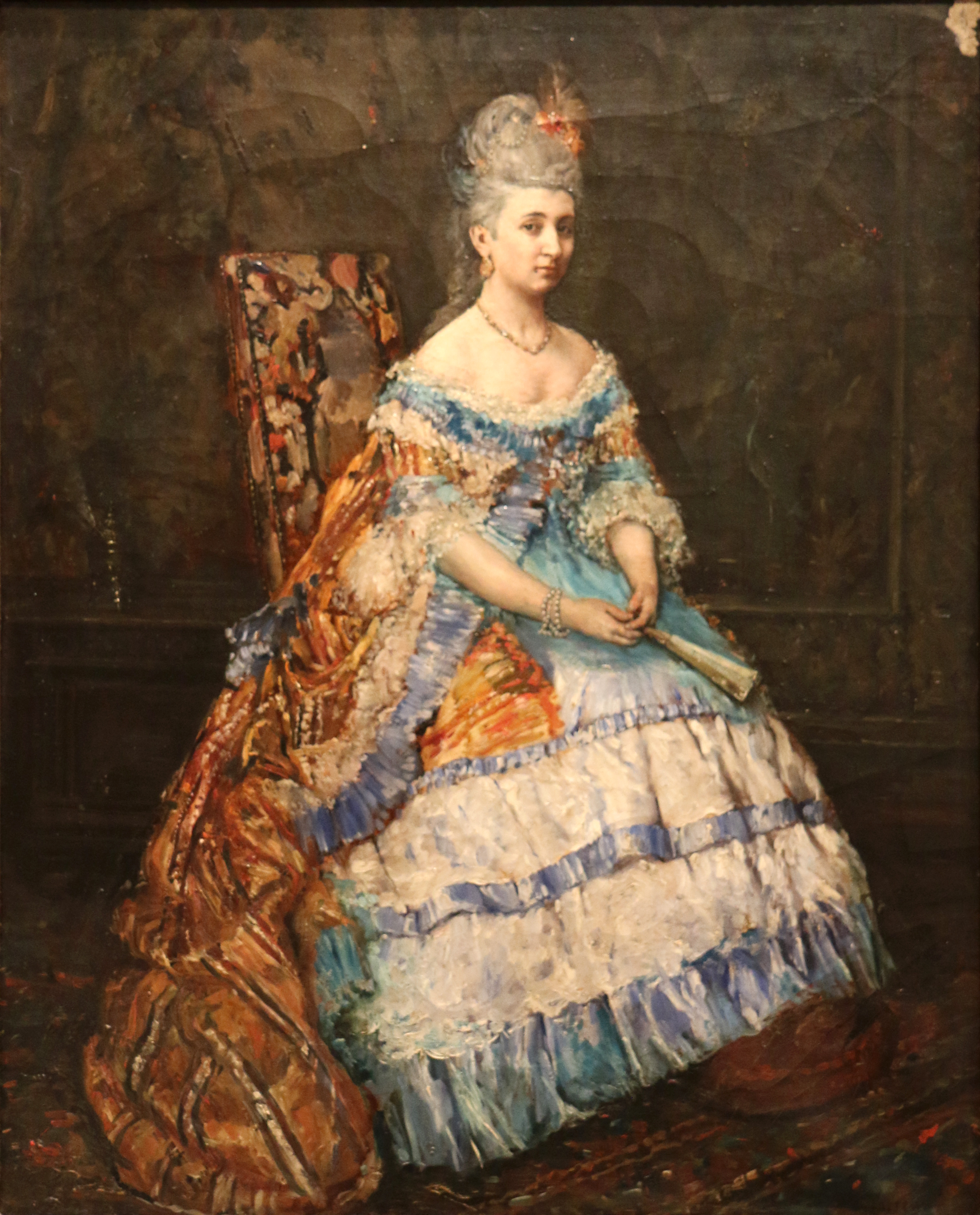
Portrait de Claire Charles-Roux, née Canaple - par Stanislas Torrents.

Il épouse Marie-Claire Canaple, nièce d'Edmond Canaple. Sa fille, Marie-Louise Charles-Roux (1871-1912), épousera l'homme de lettres Jacques du Tillet. Son fils, François Charles-Roux (1879-1951) deviendra ambassadeur et membre de l'Institut de France, la fille de celui-ci, l'écrivain Edmonde Charles-Roux (1920-2016) épousera Gaston Defferre (1910-1986), homme politique et longtemps maire de Marseille).

### Industriel et armateur
En 1866, il entre au Conseil d'administration de la Caisse d'épargne des Bouches du Rhône ; il a à peine 23 ans. 
Au décès de son père (1870), il prend la direction de la fabrique de son père qu'il modernise entièrement pour faire face à la concurrence: on ne comptera pas moins de 90 savonneries à Marseille en 1900.
Il est élu au Conseil Municipal de Marseille en 1877 et devient adjoint au Maire. La même année,  il est nommé administrateur de la Banque de France à Marseille, en même temps que Gustave Luce et Joseph Bonnasse. Enfin, il s’associe avec son beau-frère Charles Canaple - tous deux assureront 10 % de la production de savon de Marseille à la fin du XIXe siècle. 
Ayant une conception liberale de l'économie, il mène un combat actif pour la reconnaissance de sa profession de fabricant de savon et obtient ainsi plusieurs médailles et distinctions internationales qui viennent consacrer son entreprise.  
Même si on ne connaît pas réellement sa vision de la gestion des ressources humaines, le fait est qu'il est l'initiateur avec le juriste et banquier Eugène Rostand (1843-1915) de programmes d'action sociale financés par l'initiative privée. Grâce à la Caisse d'épargne, dont il occupe le poste de directeur pendant quelques années, ils financeront et commercialiseront toute une gamme de logements au loyers abordables pour la classe ouvrière. 
En effet, à cette époque, la promiscuité des logements et l'assainissement alors rudimentaire de Marseille provoquent à la fois des maladies recurrentes et une importante mortalité infantile. Ceci ne manque pas d'émouvoir mais aussi d'avoir des répercussions sur la capacité de production de biens. Or, Eugène Rostand, membre de la Société Française des Habitations à Bon Marché, mènait campagne pour que les Caisses d'épargne puissent disposer de fonds collectés auprès de leurs clients, afin de développer l'économie locale et de mener des actions sociales de proximité, à l'exemple des "bons de pain" qu'il avait créé pour les plus pauvres. Unissant leurs forces de persuasion et de proposition, ils fonderont en 1889 la «Société des habitations salubres et à bon marché de Marseille» (SHSBM). La loi Siegfried du 1er décembre 1894 leur emboitera le pas au niveau national, destinant des habitations à bon marché “à des personnes n’étant propriétaires d’aucune maison, notamment à des ouvriers et employés vivant principalement de leur travail ou de leur salaire”. 
En 1910, à Marseille, la petite Cité-Jardin de Mazargues, programme d'accession à la petite propriété de la SHSBM, est la première cité jardin réalisée en France avant la guerre de 1914-1918 !
En 1912, la société loge 1.044 personnes dans six "ensembles immobiliers" de l'époque.  
Dans les années 1900, il couronne son parcours en accédant à la présidence de plusieurs compagnies maritimes, parmi lesquelles la Compagnie générale transatlantique, dont il redresse la situation en 1904. Il exerce par ailleurs la présidence de plusieurs autres sociétés ayant un lien avec le transport maritime (chantiers navals, banques et compagnies d'assurances), dont la Compagnie marseillaise de navigation à vapeur Fraissinet et Cie, les Chantiers et Ateliers de Provence, les Chantiers et Ateliers de Saint-Nazaire, de la Société de construction de Levallois-Perret, de la Compagnie d'assurances maritimes « La Foncière-Transports », et devient enfin président du comité central des Armateurs de France, de 1910 à 1917.
Il est également membre du conseil des directeurs de la Caisse d'épargne des Bouches-du-Rhône et vice-président de la Compagnie du Canal de Suez, ainsi qu'administrateur des Raffineries de Saint-Louis, du Comptoir national d'escompte de Paris, de la Compagnie coloniale de Madagascar, de la Société des mines d'or de Soavinarivo.

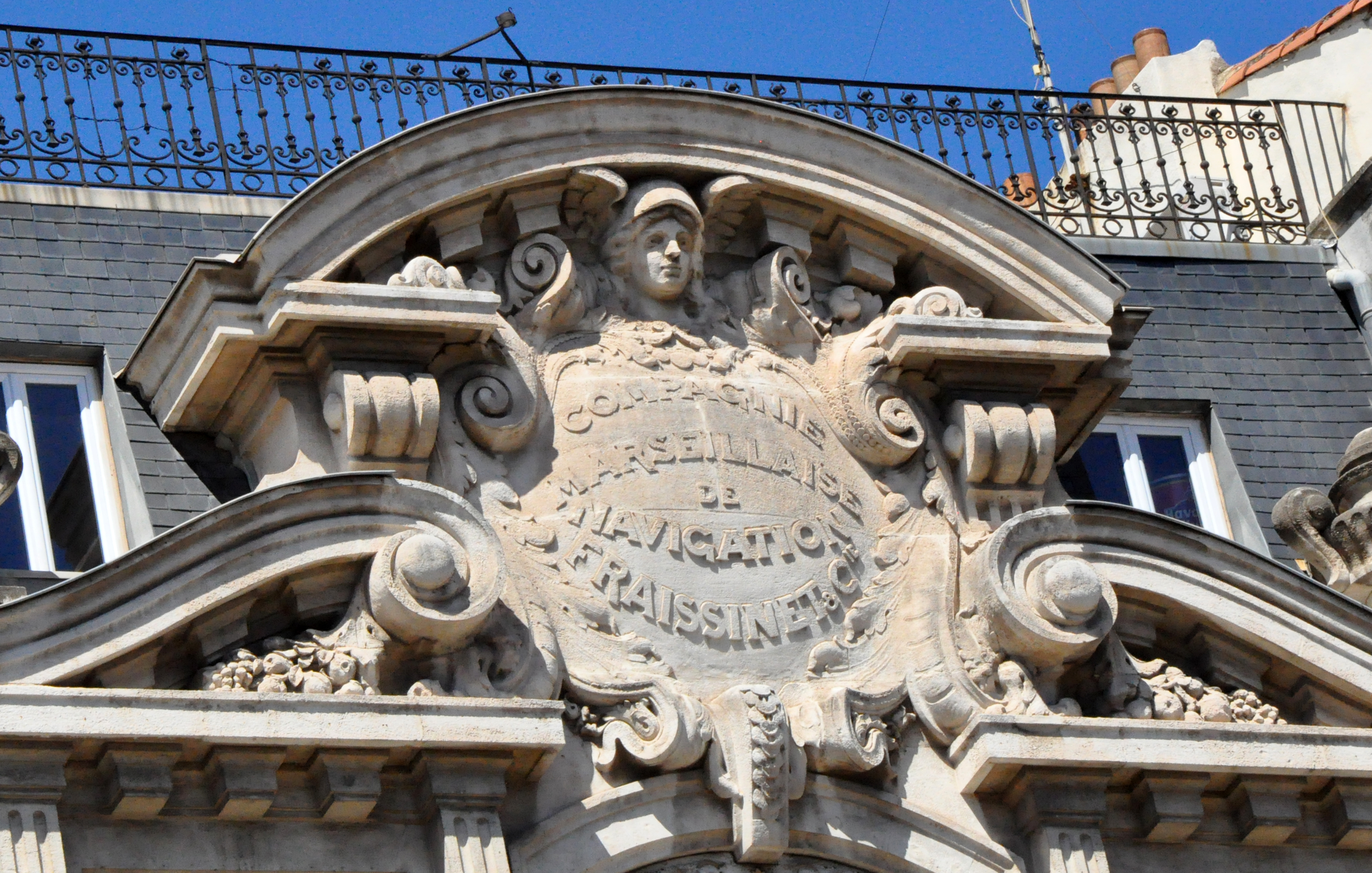
Compagnie marseillaise de navigation.
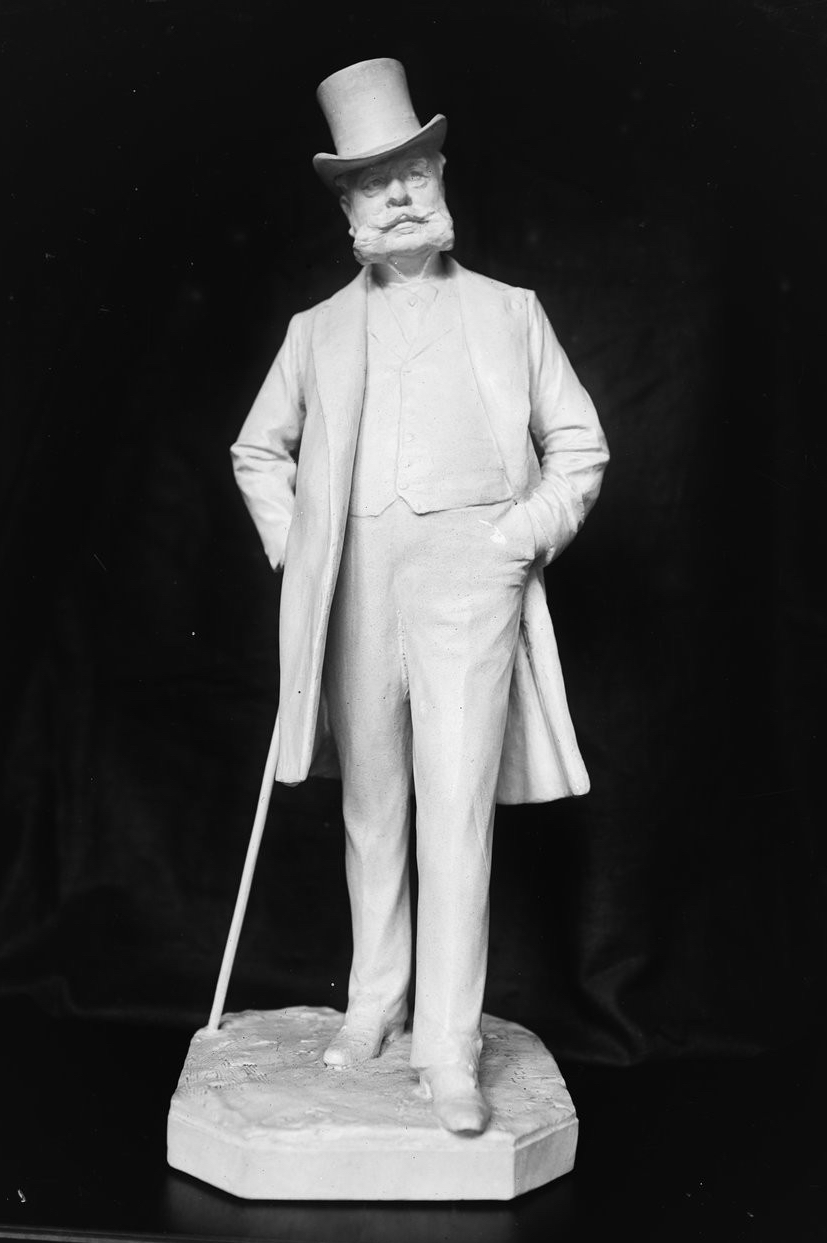
Statue de Charles-Roux par Théodore Rivière.
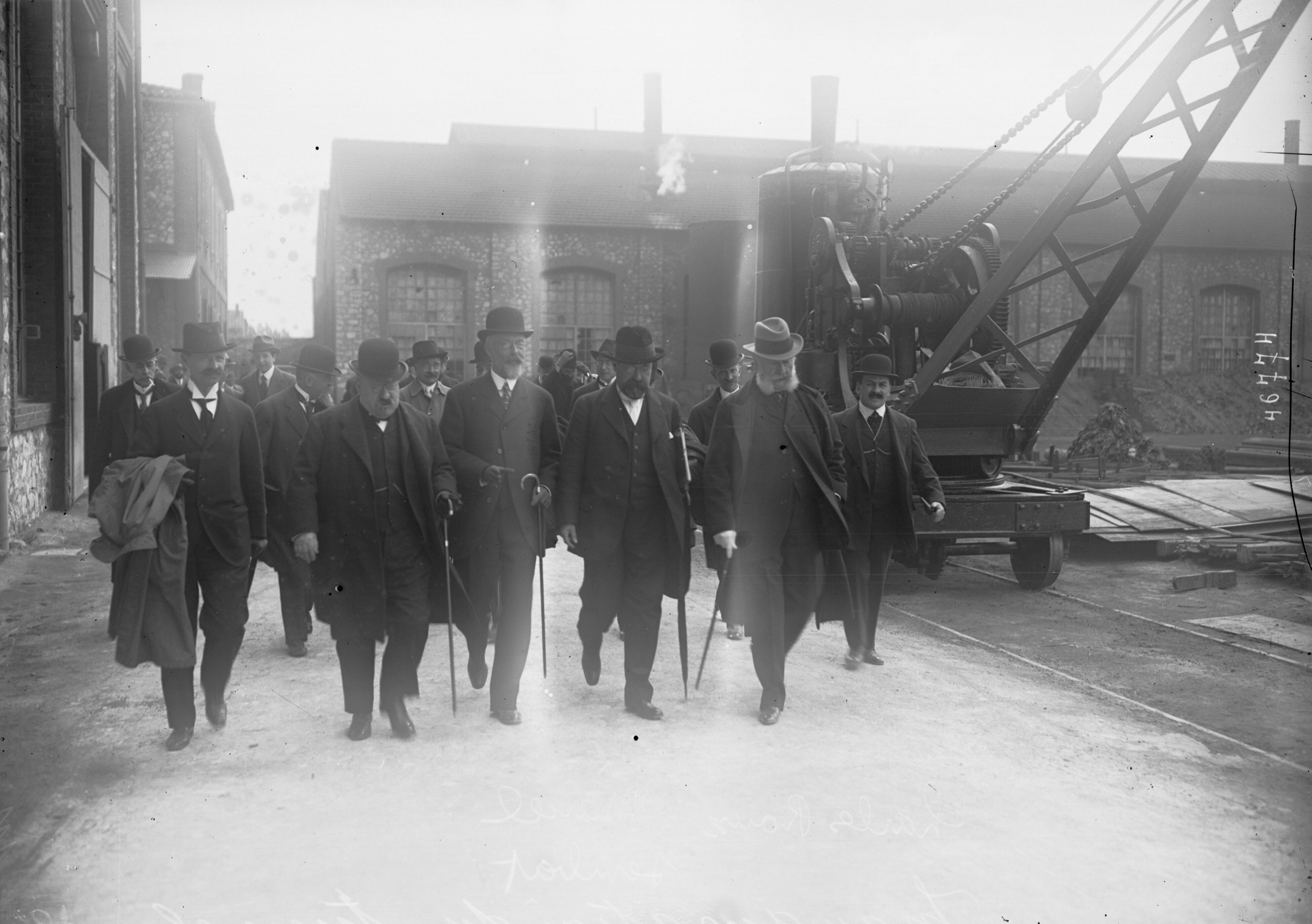
Inauguration du tunnel du Rove : Charles-Roux, Marcel Sembat (7 mai 1916).

### Homme politique et colonialiste
Jules Charles-Roux est élu au conseil municipal de Marseille en 1887 (adjoint au maire délégué aux finances de 1888 à 1891), puis deux ans après député conservateur social et enfin conseiller général des Bouches-du-Rhône en 1895. Il se fait le porte-parole du libéralisme économique, contre les orientations protectionnistes défendues par le ministre Jules Méline. Bien qu'en 1898 il ne se représente pas au poste de député, son influence demeure importante au regard du rôle essentiel dans la politique coloniale de la France jusqu'au début du XXe siècle. 
Ardent promoteur de la colonisation, il en fut aussi un des acteurs essentiels. Président de l'Union coloniale française à partir de 1903, il soutient l'expansion française en Tunisie, au Dahomey et à Madagascar. Il fut le fondateur de plusieurs comités coloniaux, président de la Société de géographie de Marseille, ami de Gallieni et Lyautey dont il favorisa la carrière. À l'Exposition universelle de 1900, il créa une section des colonies et organisa en 1906 l’extraordinaire Exposition coloniale de Marseille dont il fut le commissaire général et Édouard Heckel son adjoint. Il est l'ami de l'explorateur français Aimé Olivier de Sanderval[réf. non conforme].

### Mécène
Il soutint activement les peintres locaux contemporains tels que Stanislas Torrents, Joseph Suchet et Gustave Ricard. Il devint un des piliers du Cercle artistique de Marseille en organisant des expositions de peinture, conférences et concerts. Ardent défenseur de l'identité provençale, il apporta sa contribution financière à la fondation du Museon Arlaten à Arles ainsi qu'à l'achat du palais du Roure à Avignon pour en faire un musée de la langue provençale. Grand admirateur et ami de Frédéric Mistral, il devient majoral du Félibrige en 1909.

## Distinctions
Il était commandeur de la Légion d'honneur. et de l'ordre du Christ du Portugal, officier d'Académie, officier de l'ordre du Médjidié.
Le 21 novembre 1889 il est élu membre de l'Académie de Marseille.